# 北畠親子
北畠 親子（きたばたけ しんし/ちかこ）は、鎌倉時代後期の京極派の歌人。伏見天皇の典侍で側室。『神皇正統記』を著した北畠親房の義理の姉。
夫の伏見天皇や伏見正室の永福門院の庇護のもと京極為兼らによって開かれた文学サロンで、京極派の有力歌人として大きく活躍した。『新後撰和歌集』以下の勅撰和歌集に53首が入集。私家集は『権大納言典侍集』。
なお、かつては後醍醐天皇の側室で征夷大将軍護良親王の母である「民部卿三位」という人物を親子に当てるのが定説だったが、21世紀初頭時点でほぼ否定されている。

## 経歴
洞院公定の『尊卑分脈』（14世紀末）に、公卿の北畠師親の唯一の娘「従三位親子」として記載される人物。
一方、天皇家の系図である『本朝皇胤紹運録』（応永33年（1426年））には、後醍醐天皇の第三皇子にして元弘の乱で活躍した征夷大将軍護良親王の母が、「民部卿三位大納言源師親女」と書かれている。そのため、護良親王の母の「民部卿三位」を、親子と同一人物とするのが定説だった。
しかし、その後、日本文学研究の分野で京極派の和歌が注目されるようになり、井上宗雄の『中世歌壇史の研究 南北朝期』（1965年）や岩佐美代子の『京極派歌人の研究』（1974年）などの研究が進むと、この定説は疑問視されるようになった。
たとえば、西園寺公衡『公衡公記』正応2年（1289年）1月29日条に「権大納言典侍 師親卿女」とあり、『伏見天皇宸記』同年3月1日条に「典侍親子 権大納言典侍」とある。こうしたことから、北畠親子は、家集『権大納言典侍集』を著した、京極派の有力歌人「権大納言典侍」と同一人物であると判明した。親子は、伏見天皇の皇太子時代から践祚、そして崩御まで一生を添い遂げたと見られている。
以上の権大納言典侍＝北畠親子説は、日本史研究者の森茂暁も同意している。
なお、玉井幸助の『中務内侍日記新注』によれば、『本朝皇胤紹運録』に、伏見天皇の皇子である尊悟入道親王の母として記載される「権大納言局 参議具氏女」は北畠親子と同一人物ではないかという。親子の実父は中院具氏（源具氏）だったが、幼少期に具氏が没したので、父の従兄弟である師親の養女になったのではないかという。日本史研究者の岡野友彦もこれらを支持している。